# Jerry Reinsdorf
Jerry Michael Reinsdorf (25 de fevereiro de 1936) é um empresário bilionário americano e dono do Chicago Bulls da NBA e do Chicago White Sox da MLB. Ele iniciou sua vida profissional como advogado tributário na Receita Federal. Ele é o dono do White Sox e dos Bulls há mais de 35 anos.
Ele fez sua fortuna inicial no mercado imobiliário, aproveitando a decisão da Frank Lyon Co. v. Estados Unidos da Suprema Corte dos Estados Unidos, que permitiu que proprietários econômicos de bens imóveis vendessem e alugassem de volta, enquanto transferia a dedução fiscal para depreciação para o proprietário do título.
Como proprietário e presidente do Chicago Bulls desde 1985, ele supervisionou a franquia se transformando em um negócio lucrativo que ganhou seis título da NBA na década de 1990 (1991-1993 e 1996-1998). Ele é polêmico por seu envolvimento (junto com Jerry Krause) em separar o time campeão ao não renovar com Phil Jackson. Ele contratou Michael Jordan como jogador de beisebol durante seu período sabático no basquete. Ele também mudou os Bulls do Chicago Stadium para o United Center.
Desde a compra do White Sox em 1981, a franquia chegou aos playoffs em 1983 pela primeira vez desde 1959 e venceu a World Series em 2005 pela primeira vez desde 1917. Reinsdorf mudou o White Sox do Comiskey Park para o New Comiskey Park em 1991 (agora conhecido como Guaranteed Rate Field). Em ambos os empreendimentos esportivos, ele desenvolveu uma reputação de linha dura anti-sindical. Desde o início da década de 1990, ele é considerado um dos proprietários de basquete mais influentes, senão o mais influente. Ele tem sido influente na instituição do teto salarial e da divisão da receita.
Em 4 de abril de 2016, Reinsdorf foi eleito para o Basketball Hall of Fame como colaborador.

## Primeiros anos
Reinsdorf nasceu em uma família judia no Brooklyn, New York. Ele estudou na Erasmus Hall High School, no Brooklyn, e era filho de um vendedor de máquinas de costura. Fã de beisebol de longa data que cresceu no Ebbets Field, Reinsdorf estava nas arquibancadas no dia em que Jackie Robinson estreou no Brooklyn Dodgers, “quebrando a barreira da cor” como o primeiro jogador negro permitido pela propriedade de brancos.
Reinsdorf é bacharel pela Universidade George Washington em Washington, D.C., onde se tornou membro da Alpha Epsilon Pi. Posteriormente, mudou-se para Chicago em 1957. Ele tornou-se contador e advogado, bem como subscritor de hipotecas registrado e avaliador certificado. Ele aproveitou uma oferta de bolsa integral da Escola de Direito da Universidade de Chicago em uma bolsa da Escola de Direito da Universidade Northwestern. Seu primeiro emprego depois de se formar na Northwestern em 1960 foi um caso de delinquência fiscal de Bill Veeck, que na época era dono do White Sox. Em 1964, Reinsdorf entrou em propriedade privada. Ele desenvolveu uma especialidade em paraísos fiscais para parcerias imobiliárias. Ele vendeu sua participação na sociedade imobiliária em 1973 e formou a Balcor, que levantou US $ 650 milhões para investir em prédios em construção. Ele vendeu a Balcor em 1982 por US $ 102 milhões para a Shearson Lehman Brothers, o braço de corretagem e banco de investimentos da American Express. No entanto, ele continuou a ser presidente da empresa por vários anos depois disso.

## Dono de equipes

### Novas aquisições
Em 1981, ele era rico o suficiente para comprar o Chicago White Sox por US $ 19 milhões. A compra foi intermediada pelo American National Bank, que formou uma sociedade em comandita. Logo depois de comprar a equipe, ele assinou com Greg Luzinski e Carlton Fisk. Ele também triplicou o orçamento promocional da equipe e aumentou o número de olheiros de 12 para 20. Na Temporada da MLB de 1983, os White Sox chegaram aos playoffs com o melhor recorde nas ligas principais. A equipe inicialmente assinou um contrato de televisão com a recém-fundada Sportsvision sob a nova liderança do presidente Reinsdorf e do vice-presidente Eddie Einhorn, mas esse acordo rapidamente fracassou. Einhorn continuou como vice-presidente do White Sox até sua morte em 2016.
Em 1985, seguindo os passos de Einhorn, que comprou o Chicago Blitz da United States Football League em 1984, ele comprou o Chicago Bulls por US $ 16 milhões e rapidamente transformou o time que tinha média de 6.365 espectadores por jogo no Chicago Stadium em um time que tinha média de 17.339 espectadores com uma lista de espera de 8.000 pessoas. Ele fez isso trazendo Horace Grant, Scottie Pippen e Bill Cartwright para se juntar a John Paxson e Michael Jordan sob a tutela do técnico Doug Collins. Em 1989, a equipe contratou Phil Jackson como a peça final do quebra-cabeça. De 20 de novembro de 1987 até a aposentadoria de Jordan em 1999, os Bulls esgotaram todos os ingressos de todos os jogos.
Nos meses anteriores à compra, o empresário Marvin Fishman de Milwaukee ganhou US $ 16,2 milhões em um processo contra os Bulls. Fishman foi ilegalmente impedido de comprar a equipe em 1972. Reinsdorf comprou a equipe de um grupo de proprietários que incluía Lamar Hunt, George Steinbrenner, Walter Shorenstein, Jonathan Kovler, Lester Crown, Philip Klutznick e Arthur Wirtz. A participação de 56,8% de Reinsdorf foi comprada de Klutznick, Steinbrenner, Shorenstein e Wirtz. Sua compra encerrou uma era em que os Bulls eram administrados por comitês com decisões por teleconferência e veredictos por voto. Reinsdorf adquiriu sua participação majoritária em 11 de março de 1985 e Kovler vendeu sua participação de 7% na equipe em 29 de janeiro de 1986, elevando a participação de Reinsdorf para 63%. Na semana seguinte, Reinsdorf afastou Rod Thorn do cargo de gerente geral e substituiu-o por Jerry Krause.

### Histórico
"A parte norte de Chicago sempre tenderam a desprezar os da parte sul... Parte de ser um fã dos White Sox é que você odeia os Cubs."

—Jerry Reinsdorf
Os White Sox venceram os títulos da American League na temporada regular em 1983, 1993, 2000, 2005 e 2008 e ganharam a World Series de 2005. A vitória na World Series fez dele apenas o terceiro dono da história do esporte norte-americano a vencer um título em duas modalidades diferentes. O campeonato de beisebol aumentou o valor da franquia para mais de US $ 300 milhões. Quando Reinsdorf assinou com Jordan após o anúncio de que ele queria jogar beisebol, muitos pensaram que o poder de atração de Jordan era um motivo oculto. Reinsdorf, no entanto, tentou convence-lo a não desistir do basquete, mas não tentou fazer dele o jogador mais bem pago da liga, como alguns acham que ele deveria ter feito.
Como dono de uma franquia de basquete, ele foi descrito pela Time como um "pão-duro", uma referência que eles também usam para sua personalidade como dono de uma franquia de beisebol. Em 1995, época em que Scottie Pippen estava ansioso para ser negociado ou se livrar de Krause, ele nunca renegociou um contrato. Como dono de um time de beisebol, ele tem a reputação de ser um dos proprietários mais militantes, anti-sindicais e linha-dura. A Newsweek o descreveu como "uma das cabeças mais duras na greve do beisebol de 1994". Entre as temporada de 1992 e 1993 do beisebol, ele se absteve completamente do mercado de agentes livres. Reinsdorf foi um dos últimos resistentes ao acordo trabalhista de 1996 que instituiu o teto salarial, mantendo os direitos de arbitragem para os jogadores. Sua contratação de Albert Belle em 1996 foi notícia por causa de sua oposição generalizada e amplamente divulgada aos salários crescentes dos jogadores. A assinatura de US $ 55 milhões foi um ponto de virada na decisão dos proprietários do beisebol de concordar com a divisão da receita. A assinatura também tornou Reinsdorf o empregador do jogador de basquete profissional mais bem pago da Major League e do jogador de basquete profissional mais bem pago (Jordan) ao mesmo tempo. Reinsdorf havia acabado de renovar com Jordan após a temporada de 1995-96. No entanto, Jordan foi mal pago durante a maior parte de sua carreira, e Reinsdorf, que não achava que poderia justificar o salário de US $ 30 milhões do ponto de vista comercial, percebeu imediatamente que logo sentiria remorso. Mesmo seu time de beisebol de maior sucesso não era bem pago: quando o White Sox venceu a World Series de 2005, eles tinham a 13ª folha de pagamento mais alta.

Depois que Reinsdorf comprou a equipe em 1981, o White Sox sofreu uma erosão do suporte dos fãs e da mídia. Ele reclamou do antigo Comiskey Park com seus pontos fracos, como numerosos assentos com vista obstruída e ameaçou mover o White Sox. Entre suas ameaças estava a mudança da equipe para Itasca ou Addison em Illinois. Reinsdorf, por meio de seu negócio imobiliário, comprou 400.000 m² em Addison. O prefeito de Chicago, Harold Washington, fez lobby junto à legislatura de Illinois e, posteriormente, o então governador de Illinois, James R. Thompson, promoveu um pacote de incentivos para manter a equipe em Chicago. O estado lançou títulos para construir o Novo Comiskey Park e permitiu que Reinsdorf ficasse com todas as receitas de estacionamento e concessão, bem como os US $ 5 milhões por ano de 89 camarotes. O proprietário do Chicago Blackhawks, William Wirtz, contribuiu com US $ 175 milhões para financiar a construção da maior arena dos Estados Unidos. Quando o United Center foi inaugurado em 1994, todos os camarotes foram alugados por até oito anos. De acordo com o acordo coletivo de trabalho, Reinsdorf foi autorizado a excluir 60% da receita de suítes de luxo da "receita relacionada ao basquete" e, portanto, não faz parte da receita de compartilhamento.

"Jerry é claramente o proprietário mais poderoso da Major League Baseball."

—Donald Fehr, diretor executivo da Associação de Jogadores da Major League Baseball.
Reinsdorf é um poderoso proprietário de beisebol que, em 1988, interrompeu a venda do Texas Rangers e mais tarde influenciou a venda do Seattle Mariners. Reinsdorf também foi considerado o grande responsável pela destituição de Fay Vincent como o Comissário do Beisebol em 1992. Ele havia minado Vincent anteriormente ao empregar Richard Ravitch como o negociador trabalhista da liga com um salário superior ao de Vincent.
Na década de 1980, Reinsdorf, Bud Selig e o presidente da American League conspiraram para dissuadir o Philadelphia Phillies de contratar Lance Parrish, que era um agente livre do Detroit Tigers. Durante a greve, Reinsdorf, que era um linha-dura anti-sindical, estava tão pessimista que não esperava que o beisebol fosse retomado até a temporada de 1996. No início dos anos 1990, ele conseguiu novos estádios (United Center e New Comiskey Park) para suas equipes.
Alguns fãs e colunistas acusaram Reinsdorf de separar o time campeão dos Bulls após seu terceiro título consecutivo e o sexto em oito anos, alegando que os Bulls poderiam ter competido por mais títulos com Michael Jordan, Scottie Pippen e um bom apoio do resto do time que no período de oito anos incluiu Dennis Rodman, Horace Grant, Toni Kukoč, Ron Harper, BJ Armstrong e o técnico Phil Jackson. Alguns relatos afirmam que, porque Jackson rivalizou com Reinsdorf e Krause e porque Jordan e Pippen estavam ligados a Jackson, o time se separou. A Forbes descreve o cenário como um exemplo da ganância do proprietário. Muitos observam que a decisão de Phil Jackson de não retornar como técnico e a aposentadoria de Jordan durante a greve da temporada de 1998-99 impactaram as decisões de vários jogadores sobre o retorno a Chicago. Embora Reinsdorf tivesse esperança de convencer Jackson e Jordan a voltar e, assim, apresentar Tim Floyd como presidente das Operações de Basquete do Chicago Bulls em vez de treinador principal, de acordo com imagens do documentário The Last Dance, Krause deixou claro para Jackson que ele não era querido de volta.
Reinsdorf foi um dos dois licitantes do Phoenix Coyotes que se comprometeriam a não realocar a equipe. Em 29 de julho de 2009, Reinsdorf e seu grupo foram aprovados para a propriedade dos Coyotes por US $ 148 milhões. Em agosto de 2009, foi relatado que Jerry Reinsdorf & Ice Edge LLC havia retirado sua oferta pelos Coyotes, deixando apenas Balsillie e a NHL como licitantes para a equipe. A oferta da NHL acabou prevalecendo, no entanto, a liga declarou que desejava revender a franquia o mais rápido possível. Em 24 de março de 2010, foi relatado que Reinsdorf era mais uma vez um possível comprador para o Phoenix Coyotes. Ele estava trabalhando em um acordo para tornar o negócio mais viável com o município de Glendale, Arizona. Em agosto de 2011, as negociações entre Reinsdorf e a cidade de Glendale ainda estavam em andamento para a compra dos Coyotes. No entanto, em 2013, os Coyotes foram vendidos para a IceArizona, um grupo de investidores que não incluía Reinsdorf.

### Legado
Reinsdorf é amplamente responsável pela divisão da receita dos direitos de internet da Major League Baseball, em que todas as equipes têm compartilhado igualmente desde a criação da Mídia Avançada da MLB (conhecida como BAM) em 2000. Reinsdorf também se esforçou para vender os direitos de namig rights do Novo Comiskey Park para a US Cellular em um acordo de US $ 68 milhões de 20 anos que financiou uma reforma de 7 anos no valor de US $ 85 milhões, que terminou antes da temporada de 2008 da MLB. A reforma incluiu a remoção das filas superiores do convés superior, a substituição dos assentos em azul bebê por outros verdes tradicionalmente coloridos e dezenas de outros upgrades. Antes da revisão de sete anos, o White Sox de 2001 mal se equilibrou financeiramente com um lucro operacional de $ 700.000 sobre receitas de $ 101,33 milhões.
Reinsdorf venceu uma importante batalha legal de compartilhamento de receita com outros proprietários da NBA sobre as transmissões do Chicago Bulls na WGN-TV. A programação de 55 jogos na superstation para uma audiência de 35 milhões competiu com as transmissões da NBA, mas Reinsdorf foi autorizado a manter o contrato. Em 2004, os Bulls continuou a ser o time mais lucrativo da NBA, ganhando US $ 49 milhões em receitas operacionais e tendo uma avaliação estimada de US $ 356 milhões.
Reinsdorf acredita que, se o chefe da Associação dos Jogadores da MLB, Donald Fehr, não tivesse se oposto ao teste de esteróides, o beisebol teria se oposto ao uso de esteróides muito antes. Ele acredita que, no final, essa ação custará a alguns jogadores a eleição para o National Baseball Hall of Fame and Museum.

## Prêmios e honras
- Seis vezes campeão da NBA (como dono dos Bulls)
- Campeão da World Series de 2005 (como dono dos White Sox)
- Naismith Memorial Basketball Hall of Fame (turma de 2016 - como colaborador)
- Três vezes campeão da Midwest League (como proprietário do Appleton Foxes)
- Hall da Fama de Appleton, Wisconsin (Classe de 2006)[40]
- Prêmio Golden Plate da American Academy of Achievement em 1990[41]
- Prêmio Jefferson de Serviço Público em 2011

## Trabalho de caridade
Reinsdorf esteve envolvido (junto com nomes como Christie Hefner da Playboy Enterprises) na iniciativa do prefeito de Chicago, Richard M. Daley, de melhorar as pontuações dos testes padronizados nas 559 escolas públicas de Chicago. Ele esteve envolvido em outros extensos trabalhos de caridade, incluindo CharitaBulls e White Sox Charities. Sua filantropia e desenvolvimento comunitário foram notáveis na área do United Center. Por duas vezes, a instituição de caridade do White Sox doou US $ 1 milhão para o Chicago Park District, com atenção especial ao financiamento de campos de beisebol e softbol.

## Outros negócios
Ele foi membro do conselho de diretores da Shearson Lehman Brothers, Inc., da Northwestern University Law School Alumni Association, do LaSalle Bank, do EQ Office e de várias outras empresas e instituições de caridade. Atualmente, ele atua como Curador Vitalício da Northwestern University. Reinsdorf e sua esposa, Martyl, têm quatro filhos e oito netos.
Ao longo dos anos, Reinsdorf esteve ativo nos assuntos do beisebol, servindo no Conselho Executivo e Propriedade, Planejamento de Longo Prazo, Reestruturação, Expansão, Oportunidades Iguais, Planejamento Estratégico, Comitês de Política Legislativa e de Trabalho da Major League Baseball, ele também atua no Conselhos da MLB Advanced Media e MLB Enterprises.

Em 2013, Reinsdorf fez parceria com Mark Sullivan, Noah Kroloff, Dennis Burke, David Aguilar e John Kaites para fundar Segurança Global e Estratégias Inovadoras.